# Mikó utca (Kolozsvár)
A Mikó utca (románul Strada Clinicilor) Kolozsvár belvárosában található. A Jókai utca folytatásaként halad nyugat irányába, egészen a Monostori útig.

## Neve
A neve eredetileg Külső-Széna utca (a Belső-Széna utca várfalon kívüli folytatása) volt, majd ez rövidült Külső-Szén utcává. Nevezték Külső-Alsó-Szén utcának is, megkülönböztetve a Külső-Felső-Szén utcától (Trefort utca, Strada Victor Babeș); ezekből aztán Alsó-Szén utca és Felső-Szén utca lett. Névváltozata az Alsó-Szín utca. Miután Mikó Imre az utcában elhelyezkedő telkét és házát az Erdélyi Múzeum-Egyletnek adományozta, elkezdték Múzeum utcának nevezni. 1899. április 17-én kapta a Mikó nevet. A román uralom alatt a neve Strada Mico, azaz a Mikó románosított változata lett. 1964-ben kapta a Strada Clinicilor (Klinikák utcája) nevet az utcában található egyetemi klinikákról.
2009-ben Doru Radoslav történész, az Egyetemi Könyvtár igazgatója, beadvánnyal fordult az önkormányzathoz, hogy az utca viselhesse ismét Mikó Imre nevét.

## Épületei
- 2. szám: 1906–1907-ben épült fel az Egyetemi Könyvtár, amely akkor az ország legkorszerűbb könyvtárának számított.[3]
- 3. szám: A Kolozsvári Tudományegyetem létesítésekor az Erdélyi Múzeum-Egylet lemondott az egyetem javára a Mikó-kertről, lehetővé téve az egyetemi klinikák megépítését. Az építkezés 1888-ban kezdődött el, elsőnek az anatómia és élettan neoreneszánsz épülete készült el (1889), majd a sebészet, belgyógyászat, szülészet-nőgyógyászat épületei illetve az igazgatóság épülete (1899), végül a szemészet és bőrgyógyászat épülete (1900).[4]
- 4-6. szám: Reumatológiai klinika, épületét az 1930-as évek végén adták át.[5][6]
- 5-7. szám: Mikó-kert, benne az Állattani Múzeummal[7]
- 18. szám: Filep Gyula belgyógyász háza, utóbb Jakó Zsigmond történész lakhelye, 1991 óta a Heltai Gáspár Könyvtári Alapítvány székhelye.[8]

## Műemlékek
Az utcából az alábbi épületek szerepelnek a romániai műemlékek jegyzékében:
| Házszám | Kép | Megnevezés                 | Építés dátuma | Műemlék kódja   |
| ------- | --- | -------------------------- | ------------- | --------------- |
| 2       |     | Egyetemi Könyvtár          | 1906–1908     | CJ-II-m-B-07296 |
| 3       |     | Egyetemi klinikák épületei | 1889–1900     | CJ-II-a-A-07297 |
| 34      |     | George Vâlsan lakóháza     | 1889–1900     | CJ-IV-m-B-07831 |